# Spilosoma gynephaea
Spilosoma gynephaea là một loài bướm đêm thuộc phân họ Arctiinae, họ Erebidae.